# كوروت-5b
COROT-5b (المعروف سابقا باسم COROT-Exo-5b) هو كوكب خارج المجموعة الشمسية مؤكد  يدور حول النجم COROT-5 على بعد 1305 سنة ضوئية (400 فرسخ فلكي) من الأرض  في إتجاة كوكبة وحيد القرن. أعلن عن اكتشاف هذا الكوكب لأول مرة من قبل فريق بعثة كوروت الفرنسية في 2008. وقد تم تأكيد وجود هذا الكوكب من قبل دراسة لاحقة أستخدمت تحليل دوبلر الطيفي لقياس التغير في سرعة النجم الشعاعية. وتفيد التقارير بأن كتلة هذا الكوكب تقدر بحوالي نصف كتلة كوكب المشتري ولكنة أكبر قليلا من المشتري.